# Конрад Монфератски
Конрад Монфератски (на италиански: Corrado del Monferrato; Corrado degli Aleramici, Konrad von Montferrat; * 1146; † 28 април 1192, Тир) e маркграф на Монферат, важна личност от Третия кръстоносен поход, господар на Тир, крал на Йерусалим 1192 г., кесар във Византия.

## Биография
Произлиза от фамилията Алерамичи. Той е син на маркграфа на Монферат Вилхелм V († 1191) и Юдит Бабенберг, дъщеря на херцог Леополд III от Австрия (Бабенберги) и Салирийката Агнес от Вайблинген. По майчина линия Конрад Бонифаций е правнук на римско-немския император Хайнрих IV. Той е братовчед на император Фридрих I Барбароса.
Брат е на маркграф Бонифаций Монфератски († 1207), крал на Солунското кралство (1204 – 1207). Другите му братя са Вилхелм Дългия меч († 1177), граф на Яфа и Аскалон, женен за Сибила Йерусалимска и баща на крал Балдуин V, и цезар Рение Монфератски († 1183), женен от 1180 г. за Мария Комнина Порфирогенита, дъщерята на Мануил I Комнин.
Към края на 1186 г. Конрад отива в двора на византийския император Исаак II Ангел в Константинопол. През пролетта на 1187 г. той поема командването на императорските войски и потушава въстанието на Алексий Врана, при което е тежко ранен. За неговите успехи Конрад е издигнат на кесар и сгоден за Теодора Ангелина, сестра на Исаак II Ангел.
Конрад тръгва към Левант, след като научава за пленяването на баща му след битката при Хатин (4 юли 1187 г.) от Саладин. На 14 юли 1187 г. Конрад пристига в Тир с генуезки кораби, побеждава Аюбидите в морска битка и се защитава успешно от нападение по суша от Саладин.
Конрад се жени през 1190 г. за Изабела I Йерусалимска, сестра на Сибила Йерусалимска, въпреки че по това време е бил женен и за Теодора. През 1192 г. Конрад е избран за крал на Йерусалим. През април 1192 г., Конрад е намушкан в Тир с нож от двама асасини, по пътя за дома си от посещение при Филип, епископ на Бове.

## Фамилия
Конрад е бил женен (от 1187 г.) за Теодора Ангелина, сестра на Исаак II Ангел, от византийското императорско семейство.
От брака му с Изабела I Йерусалимска той има дъщеря, Мария Монфератска (* 1192; † 1212), която през 1205 г. става кралица на Йерусалим.